# Žáky
Žáky (tyska: Schak) är en ort i Tjeckien.   Den ligger i regionen Mellersta Böhmen, i den centrala delen av landet, 70 km öster om huvudstaden Prag. Žáky ligger 277 meter över havet och antalet invånare är 349.
Terrängen runt Žáky är lite kuperad. Runt Žáky är det ganska tätbefolkat, med 62 invånare per kvadratkilometer. Närmaste större samhälle är Čáslav, 3,2 km nordost om Žáky. Trakten runt Žáky består till största delen av jordbruksmark.